# دیوید اس. داج
دیوید استوارت داج (انگلیسی: David S. Dodge؛ ۱۷ نوامبر ۱۹۲۲ – ۲۰ ژانویه ۲۰۰۹) سیاستمدار و رئیس دانشگاه آمریکایی بیروت (آ.یو. بی) بود. وی معاون اداری رئیس دانشگاه (۱۹۷۹–۸۳)، سرپرست ریاست دانشگاه (۱۹۸۱–۸۲) و رئیس (۱۹۹۶–۹۷) دانشگاه آمریکایی بیروت (آ.یو. بی) بود.

## اوایل زندگی
داج در ۱۷ نوامبر ۱۹۲۲ در بیروت متولد شد. داج عضوی از یک خانواده برجسته آمریکایی بود که بیش از یک قرن با لبنان در ارتباط بودند. پدر وی بایارد داج، رئیس سابق دانشگاه آمریکایی بیروت و محقق تاریخ اسلام (از کتابهای بایارد داج، کتاب «دانشگاه الازهر، تاریخ هزار ساله تعلیمات عالی اسلامی» به فارسی ترجمه شده‌است) و پدربزرگ مادری او هوارد بلیس، همچنین رئیس سابق دانشگاه بود. جد اعلای او، دانیل بلیس دانشگاه آمریکایی بیروت را در سال ۱۸۶۶ تأسیس کرده بود. پدربزرگ پدری وی، کلیولند هودلی داج، بنیانگذار بنیاد خاور نزدیک و از مدیران و فرزند یکی از بنیانگذاران شرکت معدنی فلپس داج بود. 
داج تحصیلات دبیرستان را در آکادمی دیرفیلد فرا گرفت و در سال ۱۹۴۵ مدرک کارشناسی خود را از دانشگاه پرینستون دریافت کرد. وی برای دوره کارشناسی ارشد خود، همچنین در پرینستون، در رشته‌های عربی و خاورمیانه تحصیل کرد.

## زندگی حرفه ای
داج در طول جنگ جهانی دوم در دفتر خدمات راهبردی خدمت می‌کرد. پس از جنگ، او در اواخر دهه ۱۹۴۰ در آرامکو استخدام شد و در شرکت ترنس عربین پایپلاین، شرکتی که خط لوله ای برای انتقال نفت از عربستان تا بندر صیدا در لبنان ساخته بود، از ۱۹۵۲ تا ۱۹۷۷ کار کرد. سپس وی به ایالات متحده بازگشت و از سال ۱۹۷۷ تا ۱۹۷۹ به عنوان رئیس بنیاد خاور نزدیک فعالیت کرد.
در سال ۱۹۶۱، آقای داج به هیئت امنای دانشگاه آمریکایی بیروت پیوست. در سال ۱۹۷۹، وی به بیروت بازگشت و به عضویت هیئت علمی دانشگاه آمریکایی بیروت درآمد. وی از سال ۱۹۸۱ تا ۱۹۸۲ به عنوان جانشین رئیس دانشگاه آمریکایی فعالیت کرد، تا اینکه که خدمات وی با گروگان گرفته شدن قطع شد. آقای داج پس از آزادی به پرینستون، نیوجرسی نقل مکان کرد و در آنجا مدت کوتاهی به عنوان دبیر آرشیو دانشگاه پرینستون کار کرد. در همان سال (۱۹۸۳)، او دوباره به هیئت مدیره دانشگاه آمریکایی بیروت پیوست. وی از سال ۱۹۹۶ تا ۱۹۹۷ از دفتر این دانشگاه در شهر نیویورک به عنوان رئیس آ.یو.بی. خدمت کرد.
در طول زندگی حرفه ای خود، داج همچنین به عنوان رئیس بنیاد کلیولند اچ داج خدمت می‌کرد.

### گروگانگیری
در ۱۹ ژوئیه ۱۹۸۲، داج توسط دانشجویان تندرو مسلمان شیعه طرفدار ایران از پردیس آ. یو بی. ربوده شد، و به زندانی در نزدیکی تهران منتقل شد و دقیقاً یک سال بعد تا زمان آزادی در زندان بود. «آدم‌ربایی، و تلاش‌های دیپلماتیک متعاقب آن برای تأمین آزادی آقای داج، پوشش خبری جهانی داشت.».
موسی فخر روحانی که در زمان گروگانگیری مسوولیت سفارت ایران در لبنان را برعهده داشت، در مصاحبه ای با بولتن نیوز، اظهار می‌کند که عماد مغنیه و گروهش داج را به تلافی گروگانگیری چهار دیپلمات ایرانی در لبنان (احمد متوسلیان و همراهانش) گروگان گرفته بودند. وی همچنین داج را رئیس سیا در خاورمیانه معرفی می‌کند. منصور کوچک‌محسنی از پاسداران اعزامی به سوریه و لبنان نیز در مصاحبه‌ای اشاره کرده‌است که دو جوان که، یکی شان شبیه عماد مغنیه بود، داج را که رئیس دانشگاهشان بود گروگان گرفتند تا با احمد متوسلیان مبادله شود.
داج بعداً با میانجیگری دولت سوریه آزاد شد، بدون آنکه آزادیش را مشروط به تعیین تکلیف متوسلیان کنند. آدم‌ربایی داج، از آنجا که مستقیماً ایران را درگیر گروگانگیری جناحهای شیعه در لبنان می‌کرد، قابل توجه بود. داج یکی از اولین آمریکایی‌های ربوده شده بود. برخی از گروگان‌های گرفته شده در جنگ داخلی لبنان کشته و برخی دیگر پس از سالها آزاد شدند، از جمله تری آندرسون.
مالکوم اچ. کر، جانشین داج به عنوان رئیس آ.یو. بی، در ژانویه ۱۹۸۴ در خارج از دفتر خود در آ.یو.بی. مورد اصابت گلوله قرار گرفت و کشته شد.

## زندگی شخصی
داج با دوریس وست فال داگ ازدواج کرده بود که این ازدواج تا زمان مرگ دوریس در سال ۲۰۰۰ دوام داشت. آنها با هم چهار فرزند داشتند: نینا، بایارد، ملیسا و سایمون.
پس از مرگ همسر اولش در سال ۲۰۰۰، وی در سال ۲۰۰۲ با مارگارت وایت ازدواج مجدد کرد.
داج در پرینستون بازنشسته شد و در ۲۰ ژانویه ۲۰۰۹ در همان‌جا بر اثر سرطان درگذشت. بازماندگان او همسر دومش مارگارت وایت داج، خواهرش، چهار فرزند و چهار نوه اش هستند.

## در همین زمینه
- ربوده شدن چهار ایرانی در لبنان
- احمد متوسلیان
- سید محسن موسوی
- سازمان جهاد اسلامی (لبنان)
- عماد مغنیه
- بحران گروگان‌گیری لبنان